# خوشحال (فیلم ۱۹۳۳)
«خوشحال» (انگلیسی: Happy) فیلمی در ژانر موزیکال به کارگردانی فردریش تسلنیک محصول سال ۱۹۳۳ است.